# Zoran Janković (football)
Pour les articles homonymes, voir Zoran Janković.
Zoran Janković (en bulgare : Зоран Янкович, et en serbe : Зоран Јанковић), né le 8 février 1974 à Inđija en Yougoslavie, est un ANCIEN footballeur international bulgare d'origine serbe, qui évoluait au poste d'attaquant.

## Biographie

### En club
Zoran Janković commence sa carrière avec le club serbe du FK Železnik (en) en 1996,,.
De 1998 à 2000, il est joueur du FK Vojvodina Novi Sad.
En 2000, il rejoint le Litex Lovetch.
Avec le Litex il remporte également une Coupe de Bulgarie en 2001.
En 2002, il est transféré en Chine au Dalian Shide.
En 2004, il est prêté à nouveau au Litex avec lequel il gagne à nouveau la coupe nationale.
De retour en Chine, il réalise le doublé  Coupe de Chine/Championnat de Chine en 2005.
Après six saisons en Asie, il revient jouer sous les couleurs du Litex en Bulgarie lors de la saison 2007-2008.
Janković rejoint le club chypriote de l'Ethnikos Achna pour la saison 2008-2009.
En 2009, il devient joueur du club de sa ville natale le FK Inđija. Il raccroche les crampons en 2011.
En compétitions européennes, il dispute au total 7 matchs pour 3 buts inscrits en Coupe UEFA.

### En équipe nationale
International bulgare, il reçoit 29 sélections pour un but marqué en équipe de Bulgarie entre 2002 et 2007,.
Son premier match a lieu le 13 février 2022 contre la Croatie en amical (match nul 0-0 à Rijeka).
Il dispute 7 matchs lors des éliminatoires de l'Euro 2004 : il inscrit un but contre la Belgique le 7 septembre 2022 (victoire 2-0 à Bruxelles).
Janković fait partie du groupe bulgare à l'Euro 2004 : il dispute les trois rencontres de la phase de groupe.
Son dernier match en sélection a lieu le 28 mars 2007 contre l'Albanie dans le cadre des éliminatoires de l'Euro 2008 (match nul 0-0 à Sofia).

### Entraîneur
Il poursuit une carrière d'entraîneur après sa carrière de joueur.

## Palmarès
| PFK Litex Lovetch - Coupe de Bulgarie (3) : - Vainqueur : 2000-01, 2003-04 et 2007-08. |  | Dalian Shide - Championnat de Chine (1) : - Champion : 2005. - Coupe de Chine (1) : - Vainqueur : 2005. |